# Ordizan
Ordizan település Franciaországban, Hautes-Pyrénées megyében. Lakosainak száma 515 fő (2022. január 1.). Ordizan Antist, Hauban, Montgaillard, Orignac, Pouzac és Trébons községekkel határos.

## Népesség
A település népességének változása:
| Lakosok száma | 510  | 532  | 570  | 544  | 534  | 523  | 523  | 517  | 515  |
|               | 2013 | 2015 | 2016 | 2017 | 2018 | 2019 | 2020 | 2021 | 2022 |